# Хусейн Байкара
Хусейн Байкара (чагат. حسین بایقرا‎),перс. حسین بایقرا‎ / Husayn Bāyqarā) Абу-ль-Гази Хусейн Мирза ибн Мансур ибн Байкара, более известный как Хусейн Байкара́ или Султан Хусейн, 1438, Герат, — 4 мая 1506, Баба-Илахи, близ Герата) — правитель Хорасана (с 1469 года до конца жизни) со столицей в Герате из династии Тимуридов, поэт (под псевдонимом Хусайни).

## Биография
Хусейн родился в мае/июне 1438 года в Герате. Его отцом был Гияс-ад-Дин Мансур Мирза (? — 1446). Его дед со стороны отца Байкара был сыном Омар-шейха, второго сына Тимура, а мать Фируза Султан бегим — дочерью Миран-шаха, третьего сына Тимура. У его родителей было еще четверо детей: сын Байкара Мирза, а также три дочери — Ака Бики, Бади аль-Джамаль и Урун Султан Ханум.
Хусейн учился в медресе с Алишером Навои, которому позже покровительствовал. В юности поступил на службу к правителю Герата Абу-ль-Касиму Бабуру, сыну Байсонкура, но около 1454 года, посланный с поручением к правителю Самарканда Абу Саиду, решил не возвращаться обратно. Заподозренный в чём-то Абу Саидом, Хусейн был посажен в городскую цитадель и выпущен по ходатайству своей матери. Он вернулся на службу к Бабуру, а после смерти последнего уехал в Мерв, которым владел двоюродный дядя Хусейна Султан-Санджар.
Хусейн вступил в борьбу за власть с Абу Саидом в начале 1459/1460 года. Он захватил Астарабад, но был изгнан оттуда войсками Абу-Сайда под командованием Али Фариси-барласа, Хасан Шейх Тимура, Нур Саида и Саид Мазида. Он ушёл в Гурган и переправившись через Аму-Дарью закрепился на её правом берегу. Здесь он послал посольство в Хорезм к правящему в Вазире хану кочевых узбеков Абулхайр-хану. Одновременно Хусейн вёл переговоры с его братом Пир Будагом, ставка которого была ближе к ставке Хусейна, при этом эти братья враждовали друг с другом. Хусейну удалось склонить на свою сторону Пир Будага и он отдал ему в жены свою сестру Бади ал-Джамал-бегим. Вместе с Пир Будагом Хусейн осадил Вазир, осада закончилась заключением мира. После этого Хусейн отправился в Адак по приглашению кунгратского эмира Ак-Суфи. Адак стал тем местом куда Хусейн позднее отступал после каждого поражения.
В 1461 году Хусейн воспользовался тем, что Абу Саид вёл напряжённую борьбу с Мухаммедом Джуки. Он вторгся в Мазандаран со стороны Хорезма. В сражении с ним были убиты эмиры Шейх-Хаджи и Аллахверди, назначенные Абу-Саидом для защиты границ Мазандарана. Хусейн овладел Астрабадом и Гурганом и осадил столицу государства Герат. Однако жители Герата и оставленные в городе эмиры смогли организовать оборону города, осада его длилась шесть месяцев, когда вернулся Абу Саид, который не смог взять крепость Шахрухию, в которой оборонялся Мухаммед Джуки. Абу Саид изгнал Хусейна от Герата и из Мазандарана. Хусейн вновь укрылся в Адаке. В начале марта 1462 года Абу-Саид прибыл в Мавераннахр и далее снова выступил к Шахрухии.
Хусейн пытался призвать на помощь правителя Вазира Мустафу. Но это ему не удалось в это же время в Вазире произошло народное выступление и Мустафа вернулся на Мангышлак, где он был до захвата городов в Хорезме. Власть в Вазире получил кунграт Усман, сын Мухаммеда Суфи, и оглан Якуб. Тогда Хусейн, переправившись через Аму-Дарью около Асаф-угзи осадил Вазир и сумел его взять ценой больших потерь. В 1462 году Хусейн взял Ургенч и Хиву, изгнав Кутлуг-Дервиша. Абу Саид в это время находился в Багдисе, он выслал против Хусейна эмиров Шер-Хаджи и Ахмад Яра. В Туршизе произошло сражение, в котором Хусейн потерпел поражение и ушёл в Хорезм.
В 1463/64 году Хусейн вновь овладел Ургенчем, Хивой, Хазараспом и крепостью Туршак. Пополнив свой отряд он вновь пошёл на Хоросан, но около Мерва был разбит эмирами Саид-Асил-аргуном, Шейхом Тимуром и Саид Мурадом, посланными Абу-Саидом. Преследуя Хусейна, они овладели Хивой. Эмир Нур-Саид, назначенный наместником вместо Кутлуг-Дервиша смог отстоять город от Хусейна.
Зиму 1464/65 года Абу-Саид провёл в Мерве, имея твёрдое намерение решительно покончить с Хусейном. Но поход не состоялся, в марте Абу-Саид вернулся в Герат, отвлеченный другими событиями, прежде всего войной в Азербайджане. Б. А. Ахмедов предполагает, что в 1465/66 году Абу Саиду удалось изгнать Хусейна их Хорезма, но уже в следующем году он вернулся туда со стороны Дашт-и-Кипчака. Хусейну удалось взять Ургенч, но он был снова отброшен войсками Абу-Саида и отступил к хану кочевых узбеков Абу-л-Хайру.
Когда Абу-Саид погиб в Азербайджане в 1469 году, Хусейн появился со стороны Хорезма, Несы и Абиверда и легко овладел Гератом.
В последние годы жизни Хусейн враждовал со старшим сыном Бади аз-Заманом, который в 1496 году поднял против отца восстание, но был разбит. После этого отец с сыном примирились, и Бади сохранил за собой город Балх. В 1506 году Хусейн умер, два его сына, Бади аз-Заман и Мозаффар Хусейн, стали регентами-соправителями в Герате, но уже через год город покорился узбекскому хану Мухаммеду Шейбани.

## Творчество
При дворе Хусейна Байкара сформировался кружок писателей, мыслителей и каллиграфов, в который входили Навои и Джами. Как поэт оставил диван, включающий лирические произведения в жанре газели, которые он писал под псевдонимом Хусайни. В стихах воспевает любовь, изображает страдания влюбленного. В антологии «Собрание утончённых» Навои положительно характеризует творчество Хусейна Байкара: «Султан Хусайн Байкара создал чрезвычайно ясные, приятные, эмоциональные стихи».
Кроме покровительства литературе и поэзии, Хусейн Байкара много времени уделял развитию при своём дворе каллиграфии и миниатюрной живописи. При нём работали лучшие мастера Востока — Кемаледдин Бехзад и Султан Али Мешхеди, а художественная школа Герата достигла вершины своего развития. Историки искусства называют этот период апофеозом и «лебединой песней» тимуридского искусства.
Хусайни оставил также прозаическое произведение «Рисола» («Трактат»), посвящённый проблемам литературы. В нём дана высокая оценка творчества Навои. Рукописи произведений Хусейна Байкара хранятся в фонде Центра восточных рукописей имени Абу Райхана Беруни при Ташкентском государственном институте востоковедения (бывший Институт востоковедения имени Абу Райхана Беруни Академии наук Узбекистана). Диван Хусайни несколько раз переиздан в XX веке.
Дочь Хусейна была замужем за ханом Большой орды Ахматом.

## Отзывы современников
Современник Хусейна Байкары, историк Исфизари писал следующее о нем: 

«Султан-Хусейн-Мирза отличался необыкновенной заботливостью в отношении народа, пониманием его нужд, которые он всячески старался облегчить. Поэтому в его время подданные с необыкновенным рвением занимались земледелием, «так что на местах солончаковых и каменистых не осталось точки, которая не была бы превращена в поля и сады; сколько в пустынях ни было мертвых, бесплодных земель, все были вызваны к жизни проведением каналов, и водопроводов. Между прочим от Мургаба до Мерв Шахиджана было около тридцати фарсахов бесплодной пустыни и от Сарахса до Мерва около двадцати пяти фарсахов: эти полосы были засеяны и заселены, так что слились, в одну…»
Полководец, поэт и писатель Бабур в своих мемуарах «Бабур-наме» сообщает:

«Он был человек с раскосыми глазами, коренастый, сложенный, как лев, ниже пояса он был тонкий… Это был говорун и весельчак, нрав у него был немного несдержанный и речи его — такие же, как нрав… В первые шесть-семь лет после занятия престола он воздерживался от вина, потом стал пить… Он был смелый и мужественный человек и не раз сам рубил саблей; даже в каждом бою он неоднократно пускал в ход саблю. Среди потомков Тимур-бека не знают никого, кто бы так рубил клинком, как Султан Хусейн мирза. Дар к стихотворству у него тоже был, он даже составил диван… Хотя и по летам и по могуществу это был великий государь, но он, словно мальчик, водил боевых баранов, гонял голубей и даже стравливал петухов.»

## Память
Мыслитель Ахмад Дониш (1827—1897) предложил периодизировать историю Средней Азии на основе принципа правления наиболее выдающихся правителей, так называемых обновителей столетия в число которых он включил Султан Хусейна Байкару. В одно время с этими обновителями жили наиболее знающие учёные, выдвинувшиеся в государствах Мавераннахра.